# پرک (کازرون)
پرک، روستایی از توابع بخش مرکزی شهرستان کازرون در استان فارس در ایران است.

## جمعیت
این روستا در دهستان دشت برم قرار دارد و بر اساس سرشماری مرکز آمار ایران در سال ۱۳۸۵، جمعیت آن ۱۰۹ نفر (۲۰خانوار) بوده‌است.